# Lisbeth Polland
 (novembre 2020).
Si vous disposez d'ouvrages ou d'articles de référence ou si vous connaissez des sites web de qualité traitant du thème abordé ici, merci de compléter l'article en donnant les références utiles à sa vérifiabilité et en les liant à la section « Notes et références ».
Lisbeth Polland est une ancienne skieuse alpine autrichienne.
Elle remporta la première édition de l'Arlberg-Kandahar en 1928.

## Arlberg-Kandahar
- Vainqueur du Kandahar 1928 à Sankt Anton
  - Vainqueur de la descente 1928 à Sankt Anton